# تیم ملی هندبال زیر ۱۹ سال مردان ایران
تیم ملی هندبال زیر ۱۹ سال ایران یا تیم ملی هندبال نوجوانان ایران نماینده تیم ملی هندبال ایران در زده سنی نوجوانان در مسابقات جهانی و بین‌المللی می‌باشد؛ و توسط فدراسیون هندبال جمهوری اسلامی ایران کنترل می‌شود.

## هندبال قهرمانی نوجوانان آسیا ۲۰۱۶
ساعت ۲۰ سه شنبه شب ۲ شهریور در تماس سرپرست حراست وزارت ورزش و جوانان با سیدابوالحسن مهدوی رئیس فدراسیون هندبال دستور یکی از نهادهای عالی رتبه مبنی بر عدم اعزام تیم ملی نوجوانان به بحرین ابلاغ شد. به نظر می‌رسد وخیم تر شدن اوضاع سیاسی امنیتی در بحرین در پی محاکمه شیخ عیسی قاسم رهبر شیعیان آن کشور، مخاطرات امنیتی جدی برای ورزشکاران تیم ملی داشته بر همین اساس این نهاد عالی رتبه تصمیم بر عدم اعزام تیم‌های ورزشی به بحرین گرفته است.

## نتیجه ها

### قهرمانی آسیا
| سال   | رده         | بازی | برد | برابر | باخت |
| ----- | ----------- | ---- | --- | ----- | ---- |
| ۲۰۰۵  | نایب قهرمان |      |     |       |      |
| ۲۰۰۶  | قهرمان      |      |     |       |      |
| ۲۰۰۸  | سوم         |      |     |       |      |
| ۲۰۱۰  | پنجم        |      |     |       |      |
| ۲۰۱۲  | هشتم        |      |     |       |      |
| ۲۰۱۴  | هفتم        |      |     |       |      |
| مجموع | ۵/۵         |      |     |       |      |

### دوستانه

#### ۲۰۲۳
1. ایران ۲۷–۲۶ گرجستان - ۲ مرداد ۱۴۰۲ تفلیس [۲]
2. ایران ۲۳–۲۳ گرجستان - ۳ مرداد ۱۴۰۲ تفلیس [۳]